# Ute Kircheis-Wessel
Ute Kircheis-Wessel (18 marzo 1953) è un'ex schermitrice tedesca, vincitrice di una medaglia d'oro nella scherma ai giochi olimpici.
È la cognata di Friedrich Wessel.